# ماموث جنوبي

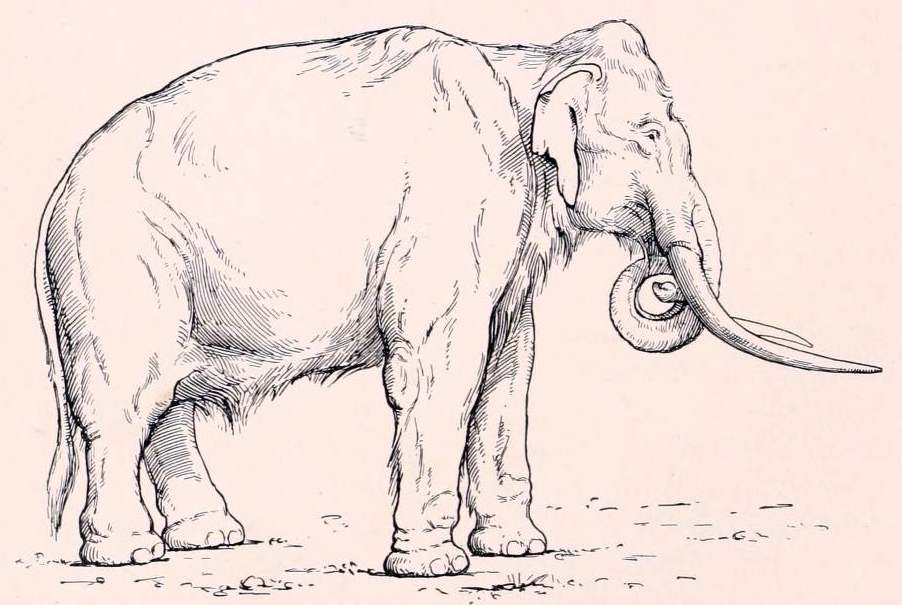
إعادة إنشاء الماموث الجنوبي

الماموث الجنوبي (باللاتينية: Mammuthus meridionalis) هو نوع منقرض من الماموث استوطن أوروبا وآسيا الوسطى خلال مرحلتي الجيلاسي والكالابري في عصر البليستوسين المبكر، عاش من 2.5 إلى 1.5 مليون سنة مضت.